# منطقه دریکیش
منطقه دریکیش (به عربی: منطقة دریکیش) یک منطقه در سوریه است که در استان طرطوس واقع شده‌است.

## خصوصیات
منطقه دریکیش ۱۸۵٫۸۷ کیلومترمربع مساحت و ۶۰٬۹۷۸ نفر جمعیت دارد.